# Provedor-mor
Provedor-Mor, que precede ao lugar de vedor-mor como o nome indica, foi um cargo político do Brasil durante o Período Colonial, iniciado no governo-geral do Estado do Brasil,  em 1548, e finalizado na União Ibérica, em 1580.
Instituído pelo Regimento do Governador-Geral, este cargo seria para atuar como autoridade máxima da administração fazendária colonial, subordinado diretamente aos órgãos da metrópole, aos quais devia prestar contas.
A este posto, ficavam encarregados os assuntos de vínculos econômicos. Corresponde ao atual cargo de Ministro da Fazenda do Brasil.

## Criação
Com a criação do cargo de provedor-mor, o governo-geral centralizou a administração colonial, subordinando as capitanias a um só governador-geral que tornasse mais rápido o processo de colonização. E foi justificada em razão das dificuldades encontradas no cumprimento da arrecadação das rendas e direitos reais.
Em 17 de dezembro de 1548, elaborou-se o Regimento do Governador-Geral, que regulamentava o trabalho do governador e de seus principais auxiliares - o ouvidor-mor (Pero Borges) (Justiça), o provedor-mor (Antônio Cardoso de Barros) (Economia) e o capitão-mor (Defesa).

## Atribuições
Segundo o referido regimento, o provedor detinha uma ampla gama de atribuições, voltadas para a implantação de mecanismos de arrecadação, a promoção da receita e controle das despesas, e a fiscalização das operações administrativas dos oficiais fazendários, das atividades econômicas coloniais e do armazenamento de armas e munições, exercendo também funções judiciais relativas às questões fazendárias. Suas atribuições específicas eram auxiliar o governador-geral em tudo que fosse necessário, acompanhando-o em suas visitas às capitanias; informar-se sobre os oficiais de Fazenda existentes em cada uma; fiscalizar os procedimentos realizados na arrecadação das rendas e direitos régios, e o cumprimento das recomendações sobre armazenamento das artilharias, armas e munições; tirar inquirição e fazer a devassa dos oficiais de Fazenda; ordenar a construção de alfândegas; mandar edificar casas onde se tratasse do negócio da Fazenda real e provedorias, com seus devidos livros de registros; mandar que os provedores enviassem, anualmente, ao tesoureiro-geral, certidão com os rendimentos e despesas, e cuidar para que os almoxarifes notificassem suas contas a cada cinco anos, decidindo sobre as possíveis dúvidas com os juízes.
Na esfera judicial, o provedor-mor ficava encarregado de conhecer as apelações e agravos provenientes dos provedores das capitanias e de outros oficiais de Fazenda que ultrapassassem a quantia de dez mil-réis e, nos lugares onde estivesse, de conhecer as apelações e agravos a partir de dois mil-réis. Deveria também conhecer, por ação nova, no lugar onde estivesse e até cinco léguas ao redor, quaisquer causas relacionadas à Fazenda, desde que não tocasse ao procurador do rei, bem como avocar quaisquer feitos e causas tratadas pelas instâncias inferiores até dez mil-réis, e, acima desse valor, remeter os feitos para Bahia, onde deveria julgar com os juízes.
Tinha ainda funções mais específicas, como dar licença para a construção de embarcações na ausência do governador-geral e definir a maneira como se deviam construir os navios para a defesa da costa. Outra atribuição era ordenar que em cada capitania houvesse um alealdador, que atuasse na alfândega, fazendo a avaliação do açúcar que deveria sair da colônia.
Em 1577, o provedor-mor passou a ficar encarregado de proceder nos casos de descumprimento do regimento dos dízimos, promulgado após o rei ser informado que no Brasil não se pagava a dízima dos açúcares, algodões, mantimentos, criações e frutos.